# Klub Turystów Łódź
Klub Turystów Łódź – klub mniejszości niemieckiej w Łodzi, założony w 1895 roku – jako oddział rosyjskiej ekspozytury Touring Club – i zarejestrowany 31 marca 1899 przez władze carskie, jako Łódzki Oddział Towarzystwa Welocypedystów-Cyklistów. Po I wojnie światowej polski klub sportowy. Z dniem 5 marca 1932 połączył się z innym łódzkim klubem – „Union” Łódź, tworząc „Union-Touring” Łódź.

## Rys historyczny
Początkowo członkowie Towarzystwa zajmowali się – zgodnie ze swą nazwą – jedynie kolarstwem, ale w 1906 doszło do rozegrania prawdopodobnie pierwszego meczu piłkarskiego w Łodzi. Spotkały się w nim drużyny Touring Club i Stowarzyszenia Sportowego Union, a pojedynek zakończył się remisem 1:1.
Od 1911 systemem jesień-wiosna przeprowadzano oficjalne mistrzostwa Łodzi. Touring Club startował we wszystkich trzech edycjach tej imprezy, część spotkań rozgrywając na własnym – nowo wybudowanym w 1912 – boisku przy ulicy Wodnej. Najwyższe 2 miejsce drużyna zajmowała w 1914, gdy działalność klubu musiano zawiesić w związku z wybuchem I wojny światowej.
Jeszcze w 1918 wznowiono nieoficjalne zmagania, w których Touring Club zapewnił sobie tytuł „mistrzów Łodzi i okolic”, a jako reprezentant regionu rozegrał pierwszy w okresie międzywojennym międzymiastowy mecz z przedstawicielami Warszawy.
Nowa era w historii klubu nastała po odzyskaniu przez Polskę niepodległości, dlatego w 1921 doszło do pełnego wznowienia jego działalności statutowej pod nową (polską) nazwą Klub Turystów. Rok później we współpracy z ŁTG Siła, które jeszcze przed wojną stało się właścicielem obiektu przy ulicy Wodnej, wyremontowano boisko.
Od sezonu 1921 Klub Turystów regularnie przystępował do zmagań łódzkiej klasy A, stanowiącej eliminacje do finałów piłkarskich mistrzostw Polski. Przez kilka lat musiał on uznawać supremację lokalnych rywali, jednak w 1926 wygrał rozgrywki i uzyskał prawo do gry w finałach mistrzostw Polski 1926. W swojej grupie (zachodniej) zajął w nich 2 pozycję, nie uzyskując tym samym awansu do ścisłego finału. W grudniu 1926 znalazł się w gronie 12 „klubów-reformatorów”, dążących do powołania nowoczesnej ligi, a po jej utworzeniu na najwyższym szczeblu występował przez 3 sezony z rzędu: 1927 (6 miejsce), 1928 (9 pozycja) i 1929 (13 lokata – równoważna ze spadkiem). Przez dwa kolejne sezony (1930 oraz 1931) nie udało się wywalczyć awansu do ekstraklasy, więc na przełomie 1931 i 1932 podjęto decyzję o fuzji z Unionem-Łódź pod nazwą Union-Touring Łódź co nastąpiło 5 marca 1932 (tego dnia Klub Turystów przestał więc formalnie istnieć).

## Mecze w MP i ekstraklasie

### MP 1926
| 15 sierpnia 1926 | Klub Turystów Łódź · Stefan Kubik 40' · Józef Kulawiak 82' | 2 : 0(1 : 0) | Ruch Hajduki Wielkie |  |
|                  |                                                            |              |                      |  |

| 12 września 1926 | Klub Turystów Łódź · Józef Kulawiak 70' | 1 : 4(0 : 2) | Warta Poznań |  |
|                  |                                         |              |              |  |

| 26 września 1926 | Warta Poznań | 4 : 1(1 : 1) | Klub Turystów Łódź · Aleksander Kubik 30' |  |
|                  |              |              |                                           |  |

| 31 października 1926 | Ruch Hajduki Wielkie | 2 : 2(2 : 0) | Klub Turystów Łódź · Alfred Hermans 68' · Stefan Kubik 80' |  |
|                      |                      |              |                                                            |  |